# Filistatidae
Filistatidae  (лат.) — семейство аранеоморфных пауков из надсемейства Filistatoidea. 

## Описание
Встречаются под камнями, в дуплах деревьев, в углублениях склонов, в трещинах стен и заборов. С помощью крибеллярной пластинки плетут ловчие сети с очень тонкими нитями. Паук постоянно сидит в трубке и узнает о приближении добычи по сотрясению сигнальных нитей. Охотятся, как правило, на различных жесткокрылых или многоножек. Добычу высасывают через ранку на одной из ног. Продолжительность жизни до 10 лет. представителей этого семейства называют «пауками-трубочистами» из-за их способности проникать в щели и дыры. 

## Распространение
Встречаются на всех континентах ниже 30-й параллели северного полушария, за исключением пустынных климатов и Антарктики. В России и странах ближнего зарубежья не обитают.

## Классификация

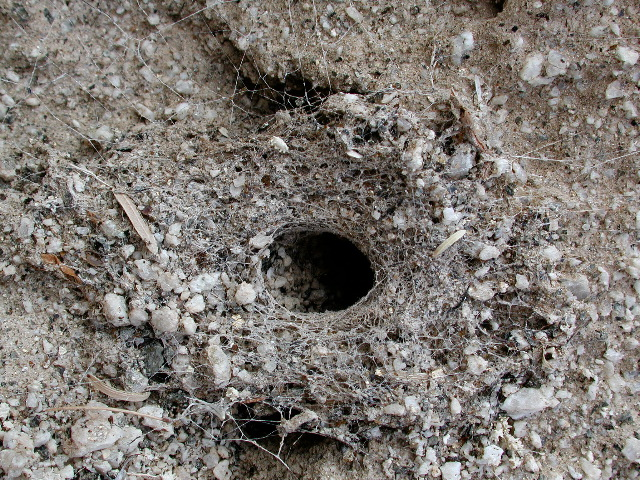
Ловчая сеть Filistatidae

По данным Всемирного каталога пауков на 8 августа 2017 года семейство включает 152 вида, объединяемых в 19 родов:
- Afrofilistata Benoit, 1968 — Западная и Центральная Африка
- Andoharano Lehtinen, 1967 — Мадагаскар
- Antilloides Brescovit, Sánchez-Ruiz & Alayón, 2016 — Куба, Доминикана, Пуэрто-Рико, Виргинские о-ва
- Filistata Latreille, 1810 — от Средиземноморья до Микронезии
- Filistatinella Gertsch et Ivie, 1936 — США
- Filistatoides F. O. P.-Cambridge, 1899 — Гватемала, Куба, Чили
- Kukulcania Lehtinen, 1967 — Новый Свет
- Lihuelistata Ramirez et Grismado, 1997 — Аргентина
- Microfilistata Zonstein, 1990 — Туркменистан, Таджикистан
- Misionella Ramirez et Grismado, 1997 — Бразилия, Аргентина
- Mystes Bristowe, 1938 — Малайзия
- Pholcoides Roewer, 1960 — Афганистан
- Pikelinia Mello-Leitetatilde;o, 1946 — Аргентина, Колумбия, Галапагосские острова
- Pritha Lehtinen, 1967 — от Средиземноморья до Новой Гвинеи
- Sahastata Benoit, 1968 — от Средиземноморья до Индии
- Tricalamus Wang, 1987 — Китай
- Wandella Gray, 1994 — Австралия
- Yardiella Gray, 1994 — запад Австралии
- Zaitunia Lehtinen, 1967 — Передняя и Средняя Азия